# 샌드스톤 작전
샌드스톤 작전(영어: Operation Sandstone)은 1948년에 진행된 핵실험 시리즈이다. 1945년 트리니티, 1946년 크로스로드에 이어 미국의 세 번째 핵실험 시리즈이며, 레인저에 앞선다. 크로스로드 실험과 마찬가지로 샌드스톤 실험은 비키니 환초 대신 에네웨타크 환초의 태평양 시험장에서 수행되었다. 샌드스톤 실험은 미국 원자력위원회가 주관하고 군대는 지원 역할만 했다는 점에서 크로스로드와 달랐다. 샌드스톤 실험의 목적 또한 달랐는데, 핵무기의 영향보다는 새로운 폭탄 설계, 특히 더 효율적인 공중부양 피트를 시험하는 것이 주 목적이었다. 1948년 4월과 5월에 걸쳐 합동 기동 부대 7이 10,366명의 인원(이 중 9,890명은 군인)으로 세 차례의 실험을 수행했다.
샌드스톤 작전 실험에서 새로운 코어의 성공적인 실험으로 인해 기존 무기의 모든 구성 요소는 구식이 되었다. 세 번째 실험이 수행되기도 전에 기존 코어의 생산은 중단되었고, 모든 노력은 최초의 대량 생산 핵무기가 될 새로운 마크 4 핵폭탄에 집중되었다. 샌드스톤 작전의 결과로 핵분열 물질을 더 효율적으로 사용하게 되면서 미국의 핵 비축량은 1948년 6월 56개에서 1949년 6월 169개로 증가했다.

## 기원

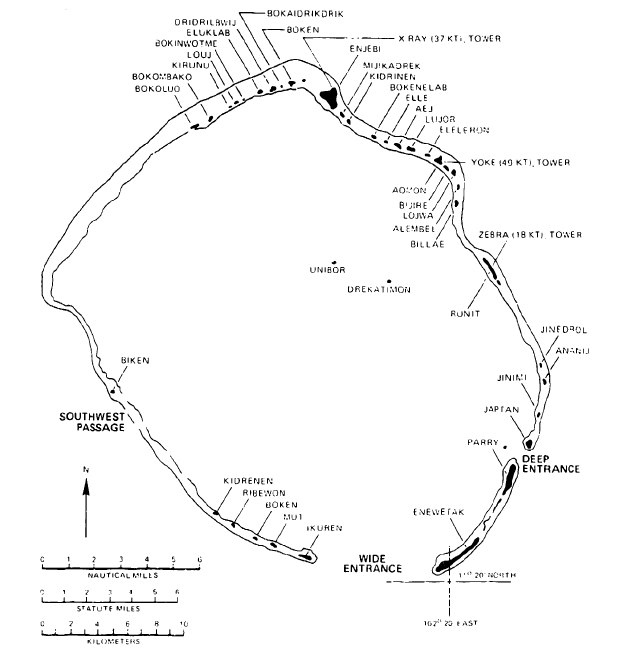
에네웨타크 환초

핵무기는 제2차 세계 대전 중 맨해튼 계획에 의해 개발되었으며, 생산 시설망과 로스앨러모스 국립연구소의 무기 연구 및 설계 실험실을 만들었다. 두 가지 유형의 폭탄이 개발되었는데, 우라늄-235를 사용하는 포신형 핵분열 무기인 마크 1 리틀 보이와 플루토늄을 사용하는 내파형 핵무기인 마크 3 팻 맨이다.
이 무기들은 실험실에서 막 나온 수준이었다. 생산 준비가 되기 전까지 조립 용이성, 안전성, 신뢰성 및 보관을 개선하기 위한 많은 작업이 남아 있었다. 또한 전쟁 중 제안되거나 권장되었지만 전시 개발의 압력으로 인해 불가능했던 성능 개선 사항도 많았다. 로버트 오펜하이머의 뒤를 이어 로스앨러모스 소장이 된 노리스 브래드버리는 "솔직히 말해서 형편없는 폭탄을 가지고 있었다"고 생각했다.
플루토늄은 핸퍼드 사이트의 세 개의 250MW 원자로에서 우라늄-238을 조사하여 생산되었다. 이론적으로는 메가와트-일당 0.91 그램 (0.032 oz)의 플루토늄, 즉 한 달에 약 20 킬로그램 (44 lb)을 생산할 수 있었다. 실제로는 1945년에는 생산량이 그 수준에 전혀 미치지 못했으며, 한 달에 4 and 6 킬로그램 (8.8 and 13.2 lb)만 생산되었다. 팻 맨 코어는 약 6.2 킬로그램 (14 lb)의 플루토늄을 필요로 했으며, 이 중 21%가 핵분열했다. 플루토늄 생산량은 1946년 원자로의 흑연 중성자 감속재 팽창으로 인해 감소했다. 이는 맨해튼 계획 과학자 유진 위그너의 이름을 딴 위그너 효과로 알려져 있다.
이러한 원자로는 핵무기의 중요한 구성 요소인 변조 중성자 개시 장치에 사용되는 폴로늄-210의 생산(비무트-209 조사)에도 필요했다. 600 퀴리의 폴로늄-210(약 132 밀리그램 (2.04 gr))을 생산하기 위해 약 62 킬로그램 (137 lb)의 비무트-209를 100일 동안 조사해야 했다. 폴로늄-210은 반감기가 138일밖에 되지 않으므로, 적어도 하나의 원자로는 계속 가동되어야 했다. 따라서 가장 오래된 B 파일은 미래에 사용할 수 있도록 폐쇄되었다. 문제 조사에는 1946년 대부분이 소요된 후에 해결책이 발견되었다.
우라늄-235는 테네시주 오크리지의 Y-12 공장과 K-25 부지에서 천연 우라늄의 농축을 통해 얻어졌다. 1945년 10월부터 1946년 6월 사이에 전자기 및 기체 동위원소 분리 과정 및 절차 개선으로 우라늄-235 생산량이 월 약 69 킬로그램 (152 lb)으로 증가했는데, 이는 매우 비효율적인 리틀 보이 하나를 만들기에 겨우 충분한 양이었다. 팻 맨은 리틀 보이보다 17.5배 효율적이었지만, 1톤의 우라늄 광석은 플루토늄보다 8배 많은 우라늄-235를 생산할 수 있었고, 그램당 플루토늄은 우라늄-235보다 4~8배 더 비쌌다. 당시 우라늄-235는 그램당 약 26달러였다.

## 무기 개발 1945–1948
샌드스톤 시리즈 실험의 목표는 다음과 같았다.
1. 핵 코어 및 기폭 장치 시험
2. 내파형 무기의 이론 및 지식 개선
3. 공중부양 코어 시험
4. 복합 코어 시험
5. 핵분열 물질의 효율적인 사용 측면에서 가장 경제적인 설계 결정[8]

공중부양이란 탬퍼 바로 안쪽에 코어가 있는 대신, 탬퍼와 코어 사이에 공기 틈이 있고 코어가 전선에 매달려 있다는 것을 의미했다. 이는 탬퍼가 코어를 강타하기 전에 더 많은 운동량을 얻을 수 있게 할 것이다. 원리는 망치로 못을 박는 것과 망치 머리를 못에 직접 대고 가능한 한 세게 미는 것과 비슷했다. 이것이 실험실 밖에서 작동하려면 전선은 항공기에서 떨어뜨려도 견딜 만큼 강해야 하지만, 내파의 구형 대칭을 방해하지 않을 만큼 얇아야 했다. 로스앨러모스의 이론 부문, 즉 T 부문은 이미 1945년 3월에 공중부양 코어에 대한 컴퓨터 계산을 수행했다. 공중부양 코어의 사용은 크로스로드 작전 계획 중에 제안되었지만, 대신 기존의 단일 코어 "크리스티" 설계를 사용하기로 결정되었다. 이 설계는 설계자 로버트 크리스티의 이름을 따서 명명되었다. 그러나 샌드스톤에서는 세 가지 실험 중 적어도 두 가지에 공중부양 코어를 사용하기로 결정되었다.
복합 코어의 동기는 사용 가능한 핵분열 물질을 더 잘 활용하기 위함이었다. 비효율적인 포신형 리틀 보이 대신 내파 무기에 우라늄-235를 사용하는 것은 당연한 발전이었다. 그러나 플루토늄은 우라늄-235보다 비싸고 생산하기 더 어려웠지만, 핵분열로 생성되는 중성자를 더 잘 활용하기 때문에 더 빠르게 핵분열한다. 반면에 우라늄-235의 느린 반응은 초임계 질량의 조립을 허용하여 이론적으로 고출력 무기를 생산할 수 있게 한다. 1945년 7월까지 오펜하이머와 그로브스는 플루토늄 3.25 킬로그램 (7.2 lb)과 우라늄-235 6.5 킬로그램 (14 lb)를 포함하는 복합 코어에 두 재료를 모두 사용하는 것을 고려하고 있었다. 복합 코어는 1946년에 사용 가능해졌다. 이후 로스앨러모스의 우선순위는 모든 우라늄-235 코어의 개발이 되었다. 1948년 1월까지 국가 비축량에는 50개의 코어가 있었는데, 이 중 36개는 복합 크리스티 코어였고, 9개는 플루토늄 크리스티 코어, 5개는 복합 공중부양 코어였다. 새로운 공중부양, 복합 및 우라늄-235 코어를 시험하려면 적어도 세 번의 시험 발사가 필요했다.
더 효율적인 무기는 덜 효율적인 기폭 장치를 필요로 할 것이다. 이는 더 적은 폴로늄이 필요하다는 것을 의미했다. 샌드스톤 당시 폴로늄-베릴륨 기폭 장치의 국가 비축량은 25 퀴리 이상의 폴로늄을 가진 50개의 A급 기폭 장치와 12~25 퀴리의 폴로늄을 가진 13개의 B급 기폭 장치로 구성되었다. 샌드스톤 중에는 적어도 하나의 실험이 B급 기폭 장치로 수행될 예정이었다.

## 준비

### 조직

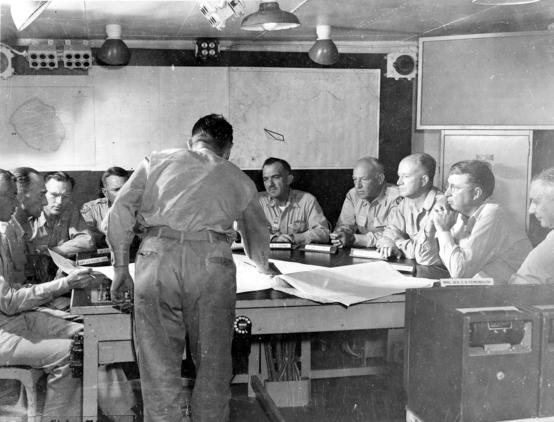
에서의 브리핑. 콜로넬 T. J. 샌즈, 제임스 S. 러셀 함장, D. K. 프로먼 박사, 데이비드 A. 오그든 준장, J. D. 바커 소장, W. E. 켑너 소장, 존 E. 헐 중장, 윌리엄 S. 파슨스 해군 소장, 프랜시스 C. 데네브링크 해군 소장, 클로드 B. 페렌보 준장이 보인다.

실험은 미국 대통령 해리 S. 트루먼에 의해 1947년 6월 27일 승인되었다. 원자력 위원회의 군사 응용 책임자인 제임스 맥코맥 준장과 그의 부관인 제임스 S. 러셀 대위는 7월 9일 로스앨러모스에서 브래드버리와 존 헨리 맨리를 만나 실험 준비를 했다. 그들은 실험이 과학적 성격을 띠고 로스앨러모스가 기술 지도를, 군대가 보급 및 물류 지원을 제공하기로 쉽게 합의했다. 약 2천만 달러에 달하는 실험 비용은 국방부와 원자력 위원회 간에 분담되었다. 존 E. 헐 중장이 실험 사령관으로 지명되었다. 윌리엄 S. 파슨스 해군 소장과 윌리엄 E. 켑너 소장은 크로스로드 작전에서 맡았던 부사령관 역할을 다시 맡았다. 합동 기동 부대 7은 1947년 10월 18일 공식적으로 창설되었다. 헐은 사령관으로서 미국 합동참모본부와 원자력 위원회 모두에 책임이 있었다.
합동 기동 부대 7은 10,366명의 인원으로 구성되었으며, 이 중 9,890명은 군인이었다. 본부는 약 175명으로 구성되었으며, 이 중 96명은 USS 마운트 매킨리에 승선했다. 나머지는 USS 알베마를, 커티스, 바이로코에 수용되었다. 로스앨러모스 국립연구소의 특수 부서인 J 부서는 핵 실험 관리를 위해 특별히 창설되었다. 원자력 위원회 그룹(태스크 그룹 7.1)은 핵무기를 준비하고 폭파하며 실험을 수행하는 책임을 맡았다. 이 그룹은 J 부서, 미군 특수 무기 프로젝트, 해군 연구소, 해군 병기 연구소, 아곤 국립 연구소, 애버딘 시험장, 원자력 위원회, 에저턴, 저메샤우젠 & 그리거 및 기타 기관에서 온 약 283명의 과학자 및 기술자로 구성되었다.
각 그룹은 실험의 다른 측면을 다루었다. 해군 병기 연구소는 폭발 측정 실험을 처리했고, 해군 연구소는 방사선 측정 실험을 수행했으며, 아곤 국립 연구소는 감마선 측정을 수행했다. 에저턴, 저메샤우젠, 그리거는 타이밍 및 발사 시스템을 설계하고 설치하기 위해 고용된 계약업체였다. 7개의 실험 무기 조립체와 6개의 코어가 샌페드로, 캘리포니아로 운반되어 1948년 2월 무기 조립함 USS 커티스에 실렸지만, 원자력 위원회는 실험에 3개의 코어만 사용하도록 허가했다.

### 선박
해군 부대는 태스크 그룹 7.3으로 편성되었다. 구성은 다음과 같다.
| 태스크 부대 7.3.1 - USS 마운트 매킨리 (기함) 태스크 부대 7.3.2 주요 해군 태스크 부대 - USS 피카웨이 - USS 워릭 - USS 커티스 - USS 얀시 - USS 알베마를 - USS LST-45 - USS LST-219 - USS LST-611 태스크 부대 7.3.3 연안 순찰 - USS 가디너스 베이 - USS 헨리 W. 터커 - USS 로저스 - USS 퍼킨스 - USS 스팽글러 - USS 조지 - USS 라비 - USS 마쉬 - USS 커리어 | 태스크 부대 7.3.4 헬리콥터 부대 - USS 바이로코 – 4대 HO3S 및 2대 HTL 헬리콥터 태스크 부대 7.3.5 서비스 부대 - USS 아레키파 - USS 파식 - USS YOG-64 - USS YW-94 태스크 부대 7.3.6 케이블 부대 - USS LSM-250 - USS LSM-378 - 해군 신호 부대 No. 1 태스크 부대 7.3.7 보트 풀 부대 - USS 콤스톡 - USS 아스카리 - USS LCI-549 - USS LCI(L)-1054 - USS LCI(L)-1090 - USS LCI-472 - USS LCI-494 - USS LCI-l194 - USS LCI-1345 |

출처: Berkhouse et al, Operation Sandstone, p. 40

### 민사

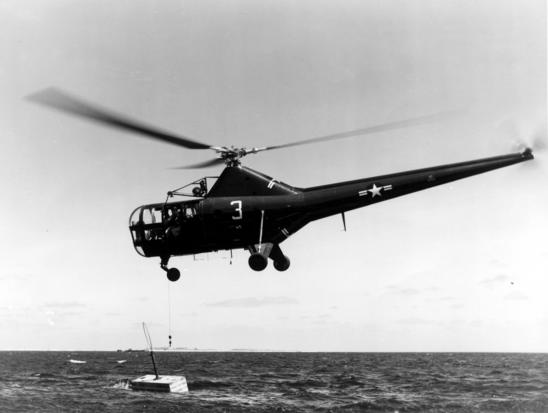
시코르스키 HO3S 헬리콥터가 물 샘플 케이블에 부착된 발사 목제 뗏목에서 물 샘플을 채취한다.

1947년 9월, 헐, 10월 14일 실험 책임자로 지명된 러셀, 로스앨러모스 연구소의 합동 기동 부대 7 과학 책임자인 다롤 프로먼은 과학자 및 군 장교 그룹과 함께 태평양의 다양한 제안된 실험 장소를 조사하기 시작했다. 에네웨타크 환초는 10월 11일 실험 장소로 선정되었다. 이 섬은 외딴 곳이었지만 좋은 항구와 활주로를 가지고 있었다. 또한 비키니 환초에서 크로스로드 작전 중에 일어났던 일을 고려할 때, 낙진을 바다로 실어 나르는 해류와 무역풍이 있었다는 중요한 고려 사항이 있었다.
태평양 제도 신탁통치령이 미국이 관리하는 유엔 신탁통치령이었기 때문에, 유엔 안전 보장 이사회는 12월 2일 다가오는 실험에 대해 통보받았다. 환초에는 아오몬에 사는 드리-에네웨타크족과 비지레에 사는 드리-엔제비족이 거주했다. 그들의 원래 거주지는 에네웨타크와 엔제비였지만, 전쟁 중에 군사 기지 건설을 위해 이주되었다. 약 140명의 주민들은 크로스로드 작전 중에 메크 섬으로 임시 이주했었다. 이번에는 에네웨타크에서 남서쪽으로 124 해리 (230 km; 143 mi) 떨어진 무인 환초인 우젤랑 환초가 이주지로 선정되었다. 미 해군 건설대대 그룹은 11월 22일 숙소와 편의 시설을 건설하기 위해 그곳에 도착했다. 군 당국은 12월 3일 지역 족장들과 만나 이주에 동의했고, 이주는 USS 킹 카운티에 의해 12월 20일까지 완료되었다. 전차상륙함과 4대의 더글러스 C-54 스카이마스터 항공기가 낙진의 영향을 받을 경우 우젤랑을 대피시키기 위해 대기했지만, 필요하지 않았다.
1948년 1월, 윌리엄 엘스워스 켑너 장군과 합동 참모본부는 샌드스톤 실험에 장거리 탐지(LRD) 요소를 통합하는 것을 공식적으로 승인하고, 이를 피츠윌리엄 작전으로 명명했다. 이 최고 기밀 이니셔티브는 전 세계적으로 핵폭발을 식별하는 기술을 확립하는 것을 목표로 했다. 이 작전은 수십 년 동안 기밀로 유지되었으며 2014년에야 기밀이 해제되었다.
언론의 주목을 받은 크로스로드 실험과는 달리, 샌드스톤 실험은 최소한의 홍보로 진행되었다. 4월 15일 워싱턴에서는 실험에 대한 공개 발표를 할지 말지에 대한 논의가 여전히 진행 중이었다. 헐은 실험 시리즈가 완료될 때까지 어떤 발표도 하지 않는 것에 반대했지만, AEC 위원들은 뉴스가 새어 나갈 것이고 미국이 비밀스러운 모습을 보일 것이라고 생각했다. 따라서 막판에 발표를 하기로 결정되었다. 실험의 목적에 대한 발표는 없었으며, 간략한 보도 자료만 있었다. 5월 18일, 시리즈가 끝난 후 헐은 하와이에서 기자회견을 열었지만, 언론은 서면 진술서에서만 인용하도록 허용했다.

### 건설

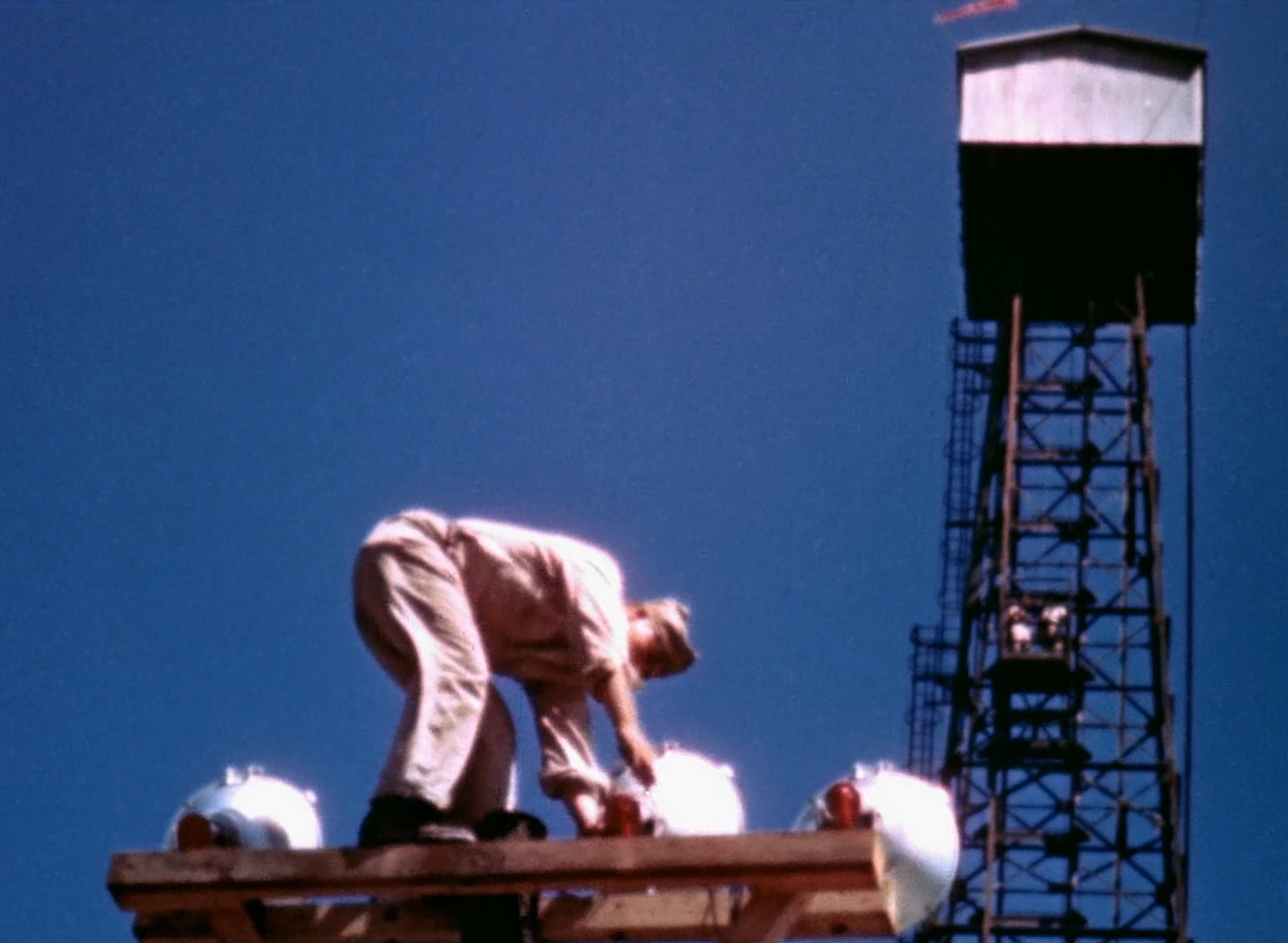
샌드스톤 시리즈 실험에 사용된 세 개의 발사탑 중 하나; 미확인 장치.

엔제비, 아오몬, 루닛 섬은 필요한 계측기를 설치하기 쉽게 하기 위해 식물을 제거하고 평탄하게 정비되었으며, 아오몬의 실험탑에서 비지레의 통제소로 계측 케이블을 연결할 수 있도록 아오몬과 비지레 사이에 둑길이 건설되었다. 나중에 실험할 지역이 이전 폭발로 인한 낙진 피해를 최소화하도록 폭발 순서가 정해졌다. 육군 구성 요소인 태스크 그룹 7.2는 건설 작업을 담당했다. 이 그룹은 1220 임시 공병 대대와 1217 및 1218 복합 서비스 소대, 18 공병 건설 중대 및 1219 통신 서비스 소대; 제2공병특수여단의 제532공병주정해안연대의 D 및 E 중대; 461 수송 수륙 양용 트럭 중대; 854 수송 항만 중대; 401 CIC 분견대; 그리고 해군 해안 기지 분견대로 구성되었다.

## 작전
크로스로드 작전과 마찬가지로, 각 폭발에는 합동 육해군 음성 문자에서 따온 자체 코드명이 부여되었다. 모든 폭발은 개조된 마크 III 조립체를 사용했으며, 200-피트 (61 m) 높이의 타워에서 폭발되었다. 폭발 시기는 타협의 문제였다. 감마선 측정 실험에는 어둠이 필요했지만, 구름 샘플을 채취할 보잉 B-17 플라잉 포트리스 드론은 조종을 위해 낮이 필요했다. 타협으로 샌드스톤 폭발은 모두 새벽 직전에 이루어졌다.
미국의 샌드스톤 시리즈 폭발은 다음과 같다.
| 이름  | 일시 (UT)                  | 현지 시간대  | 장소                                                                                              | 표고 (높이) + 높이              | 전달 방식, 목적 | 장치               | 수율  | 낙진                                 | 비고 | 참고 문헌                   |
| ----- | -------------------------- | ------------ | ------------------------------------------------------------------------------------------------- | ------------------------------- | --------------- | ------------------ | ----- | ------------------------------------ | --- | --------------------------- |
| X-ray | 1948년 4월 14일 18:16:59.0 | MHT (11 hrs) | 엔제비(자넷), 에네웨타크 환초 북위 11° 39′ 46″ 동경 162° 14′ 16″ / 북위 11.66276° 동경 162.23785° | 1 m (3 ft 3 in) + 61 m (200 ft) | 타워, 무기 개발 | Mk-3, B형 공중부양 | 37 kt | I-131 방출 감지, 140 kCi (5,200 TBq) | 2:1 오랄로이-플루토늄, 공중부양 코어. 2.38 kg (5.2 lb) Pu + 4.77 kg (10.5 lb) 오랄로이로 21% 효율로 37 kt 생성. 공중부양은 1980년까지 극비 기술로 간주되었다. | [ 32 ] [ 33 ] [ 34 ] [ 35 ] |
| Yoke  | 1948년 4월 30일 18:08:59.0 | MHT (11 hrs) | 아오몬(샐리), 에네웨타크 환초 북위 11° 36′ 56″ 동경 162° 19′ 10″ / 북위 11.61569° 동경 162.3194°  | 1 m (3 ft 3 in) + 61 m (200 ft) | 타워, 무기 개발 | Mk-3, B형 공중부양 | 49 kt | I-131 방출 감지, 1.3 MCi (48 PBq)    | 오랄로이 코어 2.5 kg (5.5 lb) Pu, 5 kg (11 lb) U235. (핸슨과 서블릿은 아마도 모두 U-235였을 것이라고 언급), 공중부양 코어.                                    | [ 32 ] [ 33 ] [ 34 ] [ 35 ] |
| Zebra | 1948년 5월 14일 18:04:00.0 | MHT (11 hrs) | 루닛(이본), 에네웨타크 환초 북위 11° 32′ 07″ 동경 162° 21′ 38″ / 북위 11.5352° 동경 162.36063°    | 1 m (3 ft 3 in) + 61 m (200 ft) | 타워, 무기 개발 | Mk-3, B형 공중부양 | 18 kt | I-131 방출 감지, 100 kCi (3,700 TBq) | 우라늄 코어. 리틀 보이의 U-235의 1/10 미만을 사용했다. 즉시 마크 4 생산에 들어갈 정도로 최적이라고 간주되었다.                                                | [ 32 ] [ 33 ] [ 34 ] [ 35 ] |

### X-레이

샌드스톤 X-레이, 37 킬로톤.

X-레이 핵 장치는 공중부양 복합 코어를 사용했다. 1948년 4월 15일 새벽 06:17에 엔제비에서 폭발했으며, 수율은 37킬로톤이었다. 플루토늄의 이용 효율은 약 35%였으며, 우라늄-235는 25% 이상이었다. 이는 로스앨러모스의 예측보다 다소 높았다. 석호의 선박에서 관찰하던 사람들은 눈부신 섬광을 보았고 복사열을 느꼈다. 지름 5 해리 (9.3 km; 5.8 mi)의 응결 구름이 빠르게 불덩이를 감쌌고, 불덩이는 구름 속에서 빛났다. 폭발의 우렁찬 소리가 관찰자들에게 도달하는 데는 45~50초가 걸렸다.
약 20분 후, 바이로코는 샘플을 채취할 케이블 윈치를 확인하기 위해 헬리콥터를 발사했다. 또한 석호의 방사능 수치를 측정하기 위해 보트를 내렸다. B-17 무인 드론 항공기가 구름을 통과했으며, 드론 경전차는 분화구에서 토양 샘플을 회수하는 데 사용되었다. 불행히도, 그것은 진흙에 빠져 10일 후에 견인해야 했다.

### 요크

샌드스톤-요크, 49 킬로톤.

요크 핵 장치는 공중부양 순수 우라늄-235 코어를 사용했다. 1948년 5월 1일 새벽 06:09에 아오몬에서 폭발했는데, 불리한 바람 때문에 하루 늦게 폭발했다. 관찰자들은 X-레이 폭발과 비슷한 섬광을 보았고 같은 열기를 느꼈지만, 6-해리 (11 km; 6.9 mi) 넓이의 응결 구름은 더 컸고 폭발음은 더 강력했다. 한 관찰자는 이를 "작은 방에서 강제로 터뜨린 종이 가방" 소리에 비유했다. 그들의 말은 옳았다. 49킬로톤의 위력은 당시까지 가장 큰 핵폭발이었지만, 비효율적이고 핵분열 물질 낭비로 간주되었다.

### 지브라

샌드스톤-지브라, 18 킬로톤.

세 번째 실험이자 샌드스톤 시리즈의 마지막인 지브라는 1948년 5월 15일 새벽 06:04에 루닛에서 폭발했다. 이 실험은 AEC 의장 데이비드 릴리엔탈에 의해 세 실험 중 "가장 어렵고 가장 중요한" 실험으로 특징지어졌다. B급 기폭 장치 중 하나를 사용함으로써, 이것들이 여전히 자신감을 가지고 사용될 수 있음을 보여주었다. 관찰자들은 섬광과 폭발을 이전 두 실험과 비슷하게 인식했지만, 이번에는 응결 구름의 바닥이 2,000 피트 (610 m)에 위치하여 관찰자들이 불덩이를 방해 없이 볼 수 있었고, 따라서 다른 두 실험보다 더 밝고 오래 지속되는 것처럼 보였다. 겉모습은 기만적이었다. 공중부양 우라늄-235 코어는 18킬로톤의 위력을 생성했다.
이전 실험에서 사용된 절차는 반복되었지만, 이번에는 윈치 케이블이 걸려서 실험 샘플을 지프차로 회수해야 했고, 그 과정에서 승무원들이 더 많은 방사선에 노출되었다. B-17 드론에서 필터를 제거하는 임무를 맡은 로스앨러모스 직원들은 X-레이와 요크에서는 문제없이 절차를 수행했지만, 이번에는 세 명이 손에 방사선 화상을 입어 입원하고 피부이식이 필요할 정도로 심각했다. 요크에서 절차를 수행했던 한 남자도 손에 화상을 입은 것으로 확인되어 입원했지만, 5월 28일에 퇴원했다. 다시 한번 드론 전차가 문제를 일으켜 분화구에 빠졌지만, 토양 샘플은 예비 드론 전차에 의해 회수되었다. 두 전차는 이후 바다에 버려졌다.

## 결과

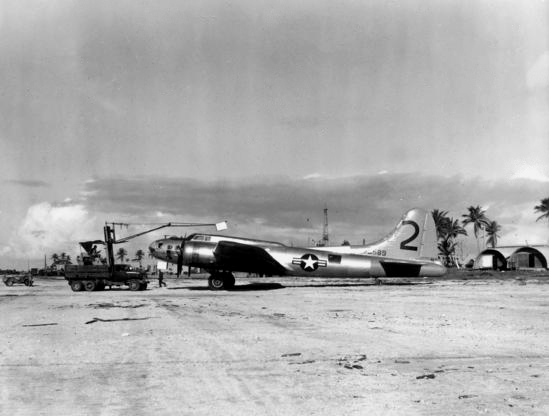
방사능 구름을 비행한 후 미 공군 보잉 B-17 드론에서 필터를 제거하고 있다.

샌드스톤 실험에서 새로운 코어의 성공적인 실험은 엄청난 영향을 미쳤다. 기존 무기의 거의 모든 구성 요소는 구식이 되었다. 세 번째 실험이 수행되기도 전에 브래드버리는 기존 코어의 생산을 중단하고, 모든 노력을 최초의 대량 생산 핵무기가 될 마크 4 핵폭탄에 집중하도록 명령했다. 핵분열 물질의 효율적인 사용으로 핵 비축량은 1948년 6월 56개에서 1949년 6월 169개로 증가했다. 마크 III 폭탄은 1950년에 퇴역했다. 동시에 새로운 생산 공장이 가동되기 시작했고 위그너 효과 문제가 해결되었다. 1951년 5월까지 플루토늄 생산량은 1947년의 12배였고, 우라늄-235 생산량은 8배 증가했다. 미군 특수 무기 프로젝트 사령관인 케네스 니콜스 소장은 희소성의 시대가 끝났음을 분명히 보았다. 그는 이제 "수백 개의 무기가 아니라 수천 개의 무기를 생각해야 한다"고 권고했다.

## 내용주
1. ↑  Brahmstedt 2002, 2–8쪽.
2. ↑  Hansen 1995, 82–83쪽.
3. ↑  Rhodes 1995, 212–213쪽.
4. ↑  Hansen 1995, 83, 208–213쪽.
5. ↑  Hansen 1995, 213–215쪽.
6. ↑  Hansen 1995, 83, 212쪽.
7. ↑  Hansen 1995, 264쪽.
8. 1 2 3  Hansen 1995, 205쪽.
9. ↑  Rhodes 1995, 188–189쪽.
10. ↑  Fitzpatrick 1999, 94쪽.
11. ↑  Hansen 1995, 203쪽.
12. ↑  Hansen 1995, 126쪽.
13. ↑  Hansen 1995, 207쪽.
14. 1 2  Hansen 1995, 224–227쪽.
15. ↑  Hansen 1995, 240쪽.
16. ↑  Hansen 1995, 216, 240, 245쪽.
17. 1 2 3  Hewlett & Duncan 1962, 139–141쪽.
18. ↑  Christman 1998, 234–239쪽.
19. ↑  Berkhouse 외. 1983, 30쪽.
20. ↑  Berkhouse 외. 1983, 1쪽.
21. 1 2 3  Berkhouse 외. 1983, 30–35쪽.
22. ↑  Hansen 1995, 240–241쪽.
23. ↑  Berkhouse 외. 1983, 18쪽.
24. ↑  Berkhouse 외. 1983, 18–21쪽.
25. ↑  Berkhouse 외. 1983, 103쪽.
26. ↑  Operation Fitzwilliam Report Vol. 1
27. ↑  Hewlett & Duncan 1962, 163–164쪽.
28. ↑  Berkhouse 외. 1983, 102쪽.
29. ↑  Berkhouse 외. 1983, 38쪽.
30. 1 2 3 4 5  Hansen 1995, 242–245쪽.
31. ↑  Berkhouse 외. 1983, 104쪽.
32. 1 2 3  Operation Sandstone, 1948 (PDF) (DNA-6033F). Washington, DC: Defense Nuclear Agency, Department of Defense. 1983. 2013년 10월 21일에 원본 문서 (PDF)에서 보존된 문서. 2014년 1월 6일에 확인함.
33. 1 2 3  Sublette, Carey. “Nuclear Weapons Archive”. 2014년 1월 6일에 확인함.
34. 1 2 3  Norris, Robert Standish; Cochran, Thomas B. (1994년 2월 1일). 《United States nuclear tests, July 1945 to 31 December 1992 (NWD 94-1)》 (PDF). 《Nuclear Weapons Databook Working Paper》 (Washington, DC: Natural Resources Defense Council). 2013년 10월 29일에 원본 문서 (PDF)에서 보존된 문서. 2013년 10월 26일에 확인함.
35. 1 2 3  United States Nuclear Tests: July 1945 through September 1992 (PDF) (DOE/NV-209 REV15). Las Vegas, NV: Department of Energy, Nevada Operations Office. 2000년 12월 1일. 2006년 10월 12일에 원본 문서 (PDF)에서 보존된 문서. 2013년 12월 18일에 확인함.
36. 1 2  Berkhouse 외. 1983, 105쪽.
37. 1 2 3  Hewlett & Duncan 1962, 672쪽.
38. ↑  Berkhouse 외. 1983, 105–109쪽.
39. 1 2  Berkhouse 외. 1983, 110쪽.
40. 1 2  Berkhouse 외. 1983, 114쪽.
41. ↑  Hansen 1995, 245쪽.
42. ↑  Berkhouse 외. 1983, 114–116쪽.
43. ↑  Hewlett & Duncan 1962, 175–176쪽.
44. ↑  Hansen 1995, 149쪽.
45. ↑  Hansen 1995, 229쪽.
46. ↑  Hansen 1995, 255쪽.
47. ↑  Nichols 1987, 269쪽.